# Verminderte Erwerbsfähigkeit
Die verminderte Erwerbsfähigkeit ist in Deutschland ein Begriff der gesetzlichen Rentenversicherung. Der Begriff ist der Oberbegriff für die Erwerbsminderung und für die im Bergbau verminderte Berufsfähigkeit.
Nach der gesetzlichen Definition ist voll erwerbsgemindert, wer wegen Krankheit oder Behinderung auf nicht absehbare Zeit außerstande ist, unter den üblichen Bedingungen des allgemeinen Arbeitsmarktes zumindest drei Stunden täglich erwerbstätig zu sein. Erwerbsgemindert ist nicht, wer unter den üblichen Bedingungen des allgemeinen Arbeitsmarktes mindestens sechs Stunden täglich erwerbstätig sein kann, § 43 Sozialgesetzbuch Sechstes Buch – Gesetzliche Rentenversicherung (SGB VI).
Die Erwerbsminderung bezieht sich anders als der Grad einer Behinderung ausschließlich auf die Leistungsfähigkeit im Arbeitsleben und nicht auf die Teilhabe am Leben in der Gesellschaft.
Tritt eine Leistungsminderung infolge eines Arbeitsunfalls oder einer Berufskrankheit ein, spricht man von einer Minderung der Erwerbsfähigkeit, die zulasten der gesetzlichen Unfallversicherung (Siebtes Buch Sozialgesetzbuch) ausgeglichen wird. Liegt jedoch gleichzeitig eine Erwerbsminderung vor, können Ansprüche gegen beide Versicherungsträger bestehen.
Opfer einer Straftat können zum Ausgleich der gesundheitlichen und wirtschaftlichen Folgen, also beispielsweise bei Beeinträchtigung ihrer Arbeitskraft, abhängig von dem Grad der Schädigungsfolgen eine Beschädigtenrente nach dem Opferentschädigungsgesetz erhalten.

## Voraussetzungen für eine Rente wegen Erwerbsminderung
In Deutschland ist die Rente wegen Erwerbsminderung (Erwerbsminderungsrente, EMR) aus der gesetzlichen Rentenversicherung in § 43 SGB VI geregelt.
Mit dem Gesetz zur Reform der Renten wegen verminderter Erwerbsfähigkeit vom 20. Dezember 2000 (BGBl. I S. 1827) wurden die Renten wegen Erwerbsminderung zum 1. Januar 2001 neu geregelt. Erwerbsgemindert ist seitdem, wer unter den üblichen Bedingungen des allgemeinen Arbeitsmarktes nur noch weniger als sechs Stunden täglich erwerbstätig sein kann. Aus welchem Grund die Erwerbsminderung eingetreten ist, spielt grundsätzlich keine Rolle. Eine Ausnahme gilt jedoch für Fälle, in denen die Erwerbsminderung absichtlich herbeigeführt wurde (§ 103 ff. SGB VI). Unterschieden wird zwischen voller Erwerbsminderung, teilweiser Erwerbsminderung und (übergangsweise) teilweiser Erwerbsminderung bei Berufsunfähigkeit.
Zusätzlich müssen die versicherungsrechtlichen Voraussetzungen erfüllt sein. Der Antragsteller muss in den letzten fünf Jahren vor Eintritt der Erwerbsminderung insgesamt drei Jahre Pflichtbeiträge für eine versicherte Beschäftigung oder Tätigkeit nachweisen und vor Eintritt der Erwerbsminderung die allgemeine Wartezeit, welche für eine Rente wegen Erwerbsminderung grundsätzlich fünf Jahre beträgt (§ 50 Abs. 1 Nr. 2 SGB VI), erfüllt haben. Der Antragsteller muss also zumindest für einen Zeitraum von insgesamt fünf Jahren vor Eintritt der Erwerbsminderung zum versicherten Personenkreis der gesetzlichen Rentenversicherung gehört haben.

### Teilweise Erwerbsminderung
Teilweise erwerbsgemindert sind Versicherte, die wegen Krankheit oder Behinderung auf nicht absehbare Zeit außerstande sind, unter den üblichen Bedingungen des allgemeinen Arbeitsmarktes mindestens sechs Stunden täglich erwerbstätig zu sein (§ 43 Abs. 1 Satz 2 SGB VI). Es liegt also noch ein Restleistungsvermögen zwischen drei und sechs Stunden täglich vor, das eine entsprechende Teilzeitbeschäftigung erlaubt.

### Volle Erwerbsminderung
Voll erwerbsgemindert sind Versicherte, die wegen Krankheit oder Behinderung auf nicht absehbare Zeit außerstande sind, unter den üblichen Bedingungen des allgemeinen Arbeitsmarktes mindestens drei Stunden täglich erwerbstätig zu sein (§ 43 Abs. 2 Satz 2 SGB VI). Dazu zählen auch behinderte Menschen, die in einer Werkstatt für behinderte Menschen oder einer Blindenwerkstätte tätig oder in einer Einrichtung untergebracht sind und dort bestimmte Arbeits- oder Dienstleistungen erbringen.
Mit „auf nicht absehbare Zeit“ ist dabei ein Zeitraum von länger als sechs Monaten gemeint.
Unabhängig von dieser zeitlichen Grenze können aber auch bestimmte qualitative Einschränkungen zur vollen Erwerbsminderung führen, selbst dann, wenn noch ein über drei- oder gar über sechsstündiges Leistungsvermögen vorliegt. Zu solchen Einschränkungen gehören beispielsweise die sogenannte Wegefähigkeit, also die Fähigkeit, einen Arbeitsplatz überhaupt erreichen zu können oder die Summe vieler, ungewöhnlicher Einschränkungen, wie auch die Notwendigkeit betriebsunüblicher Pausen. Auch in diesen Fällen ist eine konkurrenzfähige Erwerbstätigkeit nicht mehr möglich.
Bei Vorliegen einer teilweisen Erwerbsminderung kann eine Rente wegen voller Erwerbsminderung als sogenannte Arbeitsmarktrente gewährt werden, wenn der (Teilzeit-)Arbeitsmarkt als verschlossen gilt. Das ist der Fall, wenn der Versicherte länger als ein Jahr keinen seinem Restleistungsvermögen entsprechenden (Teilzeit-)Arbeitsplatz innehat oder ihm kein solcher angeboten werden kann. Die teilweise Erwerbsminderung schlägt dann in eine volle durch.

### Teilweise Erwerbsminderung bei Berufsunfähigkeit
Bis zum 31. Dezember 2000 wurde in der gesetzlichen Rentenversicherung zwischen Erwerbsunfähigkeit und Berufsunfähigkeit unterschieden, seitdem nur noch für vor dem 2. Januar 1961 geborene Personen:
Erwerbsunfähigkeit lag vor, wenn Versicherte wegen Krankheit oder Behinderung auf nicht absehbare Zeit außerstande waren, eine Erwerbstätigkeit in gewisser Regelmäßigkeit auszuüben oder Arbeitsentgelt oder Arbeitseinkommen zu erzielen, das ein Siebtel der monatlichen Bezugsgröße (§ 18 SGB IV) überstieg. Erwerbsunfähig war nicht, wer eine selbständige Tätigkeit ausübte oder eine Tätigkeit vollschichtig ausüben konnte. Dabei war die jeweilige Arbeitsmarktlage nicht zu berücksichtigen.
Berufsunfähig waren Versicherte, deren Erwerbsfähigkeit wegen Krankheit oder Behinderung auf weniger als die Hälfte derjenigen von körperlich, geistig und seelisch gesunden Versicherten mit ähnlicher Ausbildung und gleichwertigen Kenntnissen und Fähigkeiten gesunken war. Der Versicherte durfte demnach nicht mehr im Stande sein, die erlernte oder die zuletzt nicht nur vorübergehend ausgeübte Berufstätigkeit oder aber eine zumutbare Verweisungstätigkeit auszuüben.
Dabei genoss jedoch nicht jede Tätigkeit einen sogenannten Berufsschutz. Nach dem von der Rechtsprechung für Arbeiter und für Angestellte entwickelten Mehrstufenschema für Vergleichsberufe war zu prüfen, welchem Hauptberuf die zuletzt ausgeübte Tätigkeit zuzuordnen war und auf welche sozial, fachlich und gesundheitlich zumutbaren Verweisungstätigkeiten der Versicherte danach verwiesen werden konnte. So lag bei ungelernten Arbeitern niemals eine Berufsunfähigkeit vor, da der Versicherte immer auf sämtliche ungelernte Tätigkeiten am allgemeinen Arbeitsmarkt verweisbar war.
Die Rente wegen Berufsunfähigkeit betrug 2/3 der Rente wegen Erwerbsunfähigkeit.
Durch das am 1. Januar 2001 in Kraft getretene Gesetz zur Reform der Renten wegen verminderter Erwerbsfähigkeit wurde die Berufsunfähigkeitsrente für Neurentner abgeschafft. Eine Berufsunfähigkeitsrente der gesetzlichen Rentenversicherung können im Sinne der alten Regelung nur noch Versicherte erhalten, die vor dem 2. Januar 1961 geboren sind. Sie genießen insoweit Vertrauensschutz, wenn sie in ihrem angestammten Beruf nicht mehr arbeiten können. Die Rente für diese Personengruppe heißt jetzt Rente wegen teilweiser Erwerbsminderung bei Berufsunfähigkeit (§ 240 SGB VI). Anspruch auf eine solche Rente haben Versicherte, die zwar aus gesundheitlichen Gründen noch eine Tätigkeit von sechs Stunden oder mehr (auf dem allgemeinen Arbeitsmarkt) ausüben könnten, aber nicht mehr in ihrem erlernten oder einem gleichwertigen Beruf. Die Rente wegen teilweiser Erwerbsminderung bei Berufsunfähigkeit ist halb so hoch wie die Rente wegen voller Erwerbsminderung.
Das Risiko der Berufsunfähigkeit kann seit dem 1. Januar 2001 für jüngere Versicherte nur noch durch eine private Berufsunfähigkeitsversicherung abgesichert werden.

### Abstrakte Verweisung
Erwerbsgemindert ist nicht, wer unter den üblichen Bedingungen des allgemeinen Arbeitsmarktes mindestens sechs Stunden täglich erwerbstätig sein kann; dabei ist die jeweilige Arbeitsmarktlage nicht zu berücksichtigen (§ 43 Abs. 3 SGB VI). Grund für diese Regelung ist, dass das Risiko reduzierter Erwerbsmöglichkeiten oder das der Arbeitslosigkeit nicht in die Zuständigkeit der Renten-, sondern der Arbeitslosenversicherung fällt.
Kann irgendeine Arbeit mindestens sechs Stunden täglich verrichtet werden, so liegt seit dem 1. Januar 2001 grundsätzlich keine Erwerbsminderung vor. Für ab dem 2. Januar 1961 geborene Versicherte ist eine Verweisung auf den allgemeinen Arbeitsmarkt möglich, ein sozialer Abstieg ist hinzunehmen. Vom Rentenversicherungsträger muss – anders als bei vor diesem Stichtag Geborenen gem. § 240 Abs. 2 Satz 2 SGB VI – keine konkrete Verweisungstätigkeit mehr benannt werden. Es reicht aus, wenn aufgrund ärztlicher Gutachten dargestellt wird, unter welchen Voraussetzungen und mit welchen eventuellen Einschränkungen eine Beschäftigung möglich ist (etwa nur leichte Arbeit, nur im Sitzen, ohne Lärm).
Besteht ein zumindest sechsstündiges (Rest-)Leistungsvermögen, ist jedoch zusätzlich die Rechtsfrage zu klären, ob der Versicherte damit außerstande ist, „unter den üblichen Bedingungen des allgemeinen Arbeitsmarkts“ tätig zu sein. Dem Betroffenen ist der Zugang zum Arbeitsmarkt nämlich trotz vollschichtigen Leistungsvermögens praktisch verschlossen, wenn er wegen seiner qualitativen Leistungseinbußen keine „Erwerbstätigkeit unter den in Betrieben üblichen Bedingungen“ mehr ausüben kann (sog. Seltenheits- oder Katalogfälle). Das ist der Fall bei einer „Summierung ungewöhnlicher Leistungseinschränkungen“ oder einer „schweren spezifischen Leistungsbehinderung,“ die im Einzelfall selbst ungelernte Tätigkeiten ausschließt. Dann ist dem Versicherten mindestens eine konkrete Verweisungstätigkeit mit ihren typischen, das Anforderungsprofil bestimmenden Merkmalen (kein konkreter Arbeitsplatz) zu benennen, um seinen Anspruch auf Rente wegen Erwerbsminderung auszuschließen. Der „nicht auf einer gesundheitlichen Störung beruhende Analphabetismus“ gehört nach höchstrichterlicher Rechtsprechung nicht dazu, ebenso wenig das Lebensalter oder fehlende Sprachkenntnisse, wohl aber funktionelle Einarmigkeit oder besondere Schwierigkeiten hinsichtlich der Gewöhnung und Anpassung an einen neuen Arbeitsplatz.

## Verfahren
Die Rente wegen Erwerbsminderung muss grundsätzlich beantragt werden (§ 18 Nr. 2 SGB X, § 115 Abs. 1 Satz 1 SGB VI). Unter bestimmten Voraussetzungen gilt ein Antrag auf Leistungen zur medizinischen Rehabilitation oder zur Teilhabe am Arbeitsleben als Antrag auf Rente (§ 116 Abs. 2 SGB VI). Ob die Rentenantragsfiktion auch dann gilt, wenn der Antrag bei einem Rehabilitationsträger außerhalb der Rentenversicherung gestellt wurde, ist in Literatur und Rechtsprechung umstritten. Die Entscheidung über den Antrag ergeht durch schriftlichen Bescheid (§ 117 SGB VI).
Das Restleistungsvermögen wird durch die beim Rentenversicherungsträger angestellten Ärzte beurteilt, bei Bedarf mit Unterstützung durch externe ärztliche Gutachter. Dabei wird der Gutachter im Rentenantrags- und im Widerspruchsverfahren vom jeweiligen Versicherungsträger beauftragt. Die Beurteilung des Restleistungsvermögens muss nach dem Willen des Gesetzgebers vollständig, umfassend und unter Beachtung der Wechselwirkungen der verschiedenen Krankheiten geschehen. Insbesondere bei seltenen Krankheiten und bei Krankheiten, bei denen man mit Röntgenuntersuchungen, Labormessungen usw. nur wenig oder nichts objektivieren kann, ist die Beurteilung schwierig.
Auch das Sozialgericht ermittelt den Sachverhalt zunächst von Amts wegen (§ 103 SGG). Auf Antrag des Versicherten muss jedoch ein bestimmter Arzt gutachtlich gehört werden (§ 109 SGG). Die Anhörung wird regelmäßig davon abhängig gemacht, dass der Antragsteller die Kosten vorschießt und vorbehaltlich einer anderen Entscheidung des Gerichts endgültig trägt. Die Kosten einer solchen Begutachtung werden nicht von der Prozesskostenhilfe umfasst, wohl aber von einer etwaigen Rechtsschutzversicherung.

## Rentenhöhe und Dauer
Die Rentenhöhe hängt von den bei Renteneintritt erzielten Anwartschaften ab. Deckt die Rente nicht das Existenzminimum ab, kann ergänzend ein Anspruch auf Grundsicherung im Alter und bei Erwerbsminderung bestehen.
Die Rentenversicherungsträger informieren regelmäßig über die Höhe der zu erwartenden Rentenleistungen und erteilen darüber im Einzelfall auch Auskunft (§ 109 SGB VI). Sie beraten gegebenenfalls auch über Fragen im Zusammenhang mit der Grundsicherung (§ 109a SGB VI).
Zur Berechnung der Höhe der Erwerbsminderungsrente werden zunächst, wie bei der Altersrente, die bis zum Renteneintritt erreichten Entgeltpunkte zugrunde gelegt. Tritt die Erwerbsminderung schon vor Erreichen der Regelaltersgrenze ein, wird die Zeit zwischen dem Eintritt der Erwerbsminderung und dem Erreichen der Regelaltersgrenze als Zurechnungszeit hinzugerechnet. Dadurch bekommt, wer aufgrund seiner Erwerbsminderung nicht mehr arbeiten kann, eine Rente, als hätte er bis zum Erreichen der Regelaltersgrenze weiterhin Beiträge entrichtet wie bis zum Eintritt der Erwerbsminderung.
Bei Rentenbeginn vor dem 1. Juli 2014 endete die Zurechnungszeit schon mit der Vollendung des 60. Lebensjahres, von 2014 bis 2017 endete sie mit der Vollendung des 62. Lebensjahres. Die Bundesregierung beschloss im Februar 2017 einen Gesetzentwurf, um diese Grenze von 2018 bis 2024 schrittweise auf das 65. Lebensjahr zu erhöhen. Auf Initiative der neuen Bundesregierung trat stattdessen Ende 2018 das RV-Leistungsverbesserungs- und -Stabilisierungsgesetz in Kraft, wodurch die Zurechnungszeit für neu beginnende Renten 2019 sofort auf die Regelaltersgrenze von 65 Jahren und 8 Monaten gestiegen ist, und danach parallel zur Regelaltersgrenze bis auf 67 Jahre im Jahr 2031 ansteigt.
Würde sich eine bereits in den letzten vier Jahren vor Eintritt der Erwerbsminderung ergebende Einkommensminderung negativ auf die Höhe der Rente auswirken, wird das verminderte Einkommen nicht mehr bei der Bewertung der Zurechnungszeit berücksichtigt. Diese Regelung gilt für Neurenten ab Juli 2014.
Für jeden Monat, den der Rentenbeginn vor Vollendung des 64. Lebensjahres (Stand 2018) liegt, wird der Zugangsfaktor um 0,003 reduziert, maximal um 0,108, entsprechend einer Rentenminderung um 10,8 % bei Rentenbeginn vor dem 61. Geburtstag. (Auch diese Altersgrenze wird bis 2024 von ursprünglich 63 Jahren schrittweise auf 65 Jahre erhöht.) Die volle Erwerbsminderungsrente hat den Rentenartfaktor 1, die teilweise Erwerbsminderungsrente den Rentenartfaktor 0,5.
Die monatliche Rente betrug bei voller Erwerbsminderung im Durchschnitt 711 Euro im Jahr 2015, und stieg auf 936 Euro im Jahr 2021.
Renten wegen verminderter Erwerbsfähigkeit werden bis zu einer Gesamtdauer von neun Jahren in der Regel nur für einen Zeitraum von jeweils längstens drei Jahren befristet geleistet. Erst danach kommt eine unbefristete Gewährung in Betracht. Die Renten werden bis zum Ende des Kalendermonats gezahlt, in dem die Berechtigten gestorben sind (§ 102 SGB VI).

## Hinzuverdienst
Eine Rente wegen Erwerbsminderung setzt nicht voraus, dass der Antragsteller oder Bezieher jedwede Beschäftigung aufgibt. Er darf sein Restleistungsvermögen durchaus verwerten und einer entsprechenden Tätigkeit nachgehen.
Erzielt ein Versicherter neben der Rente ein Arbeitseinkommen aus einer abhängigen Beschäftigung oder einer selbständigen Tätigkeit, so wird die Rente nach § 96a SGB VI ganz oder teilweise nicht geleistet, wenn die maßgebliche Hinzuverdienstgrenze überschritten wird. Dabei stehen dem Arbeitseinkommen bestimmte Lohnersatzleistungen gleich, beispielsweise das Krankengeld der gesetzlichen Krankenversicherung oder das Verletztengeld aus der gesetzlichen Unfallversicherung.
Bezieher einer Rente wegen voller Erwerbsminderung dürfen bis zu 19.661 Euro im Jahr ohne eine Rentenminderung hinzuverdienen (Stand von 2025). Für Bezieher einer Rente wegen teilweiser Erwerbsminderung gilt der doppelte Wert (39.322 Euro).
Bei beiden Rentenarten wird die Rente maximal in der Höhe gezahlt, dass (ggfs. gekürzte) Rente und Hinzuverdienst einen „Hinzuverdienstdeckel“ nicht überschreiten. Der Hinzuverdienstdeckel ist die monatliche Bezugsgröße vervielfältigt mit der höchsten Zahl der Entgeltpunkte, die in einem der letzten 15 Kalenderjahre vor Rentenbeginn erreicht wurde, entsprechend dem höchsten Jahresgehalt der letzten 15 Jahre vor Rentenbeginn; mindestens jedoch die Summe aus ungekürzter Rente und obiger Hinzuverdienstgrenze.
- Nicht als Hinzuverdienst gelten nach § 96a Abs. 2 S. 3 SGB VI bzw. § 313 Abs. 8 SGB VI:
  - Leistungen für Pflegetätigkeiten einer Pflegeperson bis zur Höhe des entsprechenden Pflegegeldes der Pflegeversicherung
  - Einkünfte, die in einer Werkstatt für behinderte Menschen oder in einer ähnlichen Einrichtung erzielt werden und

Im Dezember 2023 stimmte der Bundesrat einer Gesetzesänderung zu, die es Erwerbsgeminderten erlauben soll, bis zu sechs Monate lang einer Tätigkeit nachzugehen, die den bewilligten Umfang an Arbeitsstunden pro Tag überschreitet, ohne hierdurch den Rentenanspruch zu verlieren. Sie sollen so ihre Leistungsfähigkeit auf dem Arbeitsmarkt erproben können. Laut Brigitte Gross, Direktorin der Deutschen Rentenversicherung Bund, soll die Gesetzesänderung dazu beitragen, „den Betroffenen die Teilhabe am Arbeitsleben und die Erzielung von Erwerbseinkommen zu ermöglichen sowie dringend benötigte Fach- und Arbeitskräfte zu sichern“.

## Statistische Angaben
Neue Rentner bei den EM-Renten gab es in den Jahren 2005 bis 2020 pro Jahr 159.000 bis 168.000. Bewilligt wurde damit etwa die Hälfte der eingegangenen Anträge, davon erhielt etwa die Hälfte eine (meist auf drei Jahre) zeitlich befristete EM-Rente. Unbefristete EM-Renten gibt es nach 9 Jahren befristeter Renten und/oder wenn keine Besserung des Gesundheitszustands mehr zu erwarten ist. Das Durchschnittsalter bei Beginn der EM-Rente lag in den Jahren 1993 bis 2017 zwischen 49 und 54 Jahren.
Über 96,5 % der EM-Rentner hatten bei Rentenbeginn in den Jahren 2005 bis 2020 Abschläge hinzunehmen, diese Abschläge betragen maximal 10,8 % und betrugen durchschnittlich mehr als 9,8 %.
Am Jahresende der Jahre 2005 bis 2020 bezogen jeweils 1,56 bis 1,82 Millionen Menschen in Deutschland Renten wegen Erwerbsminderung, davon 91.000 (Stand 2020) bis 112.000 (Stand 2005) wegen teilweiser Erwerbsminderung,
20.000 bis 30.000 arbeitsmarktbedingte Erwerbsminderungsrenten
und 7.000 (Stand Ende 2020) bis 31.000 (Stand Ende 2005) Bergleute.
Betrachtet man nur die vollen Erwerbsminderungsrenten (ohne Zeitrenten) der gRV mit Wohnort im Inland, dann sind es zum Jahresende der Jahre 2003 bis 2020 jeweils 1,06 bis 1,36 Millionen Rentenempfänger, von diesen erhielten in den Jahren 2010 bis 2020 am Jahresende 10 bis 20 Prozent Grundsicherung.
Psychische Störungen waren der häufigste Grund für Renten wegen verminderter Erwerbsfähigkeit bei Beginn in den Jahren 2005 bis 2020 mit über 30 %, von 2011 bis 2020 über 40 %.

## Weitere Ansprüche
Seit 1. Januar 2005 ist die Erwerbsfähigkeit auch ein Kriterium dafür, ob bei Bedürftigkeit Ansprüche nach dem SGB II auf Arbeitslosengeld II oder nach dem SGB XII auf Sozialhilfe bestehen. Wer dauerhaft voll erwerbsgemindert ist, erhält Grundsicherung im Alter und bei Erwerbsminderung nach dem vierten Kapitel (§ 41 ff. SGB XII), bei befristeter voller Erwerbsminderung kommt Hilfe zum Lebensunterhalt nach dem dritten Kapitel (§ 27 ff. SGB XII) in Betracht. Wer teilweise erwerbsgemindert ist, erhält, auch wenn er eine Arbeitsmarktrente bezieht, Arbeitslosengeld II nach dem SGB II.
Über die Erwerbsfähigkeit entscheidet der jeweils zuständige Träger der Rentenversicherung mit bindender Wirkung für alle anderen gesetzlichen Leistungsträger (Jobcenter, Arbeitsagenturen, Berufsgenossenschaften, Sozialhilfeträger - § 44a Abs. 2 SGB II).

## Österreich
Die vergleichbare Leistung für Arbeitnehmer wird in Österreich als Invaliditäts- bzw. Berufsunfähigkeitspension, jene für Bauern, Selbstständige und Gewerbetreibende als Erwerbsunfähigkeitspension bezeichnet.

## Schweiz
Die Sach- und Geldleistungen bei Invalidität sind in der Schweiz im Bundesgesetz über die Invalidenversicherung geregelt.